# Allotinus dilutus
Allotinus dilutus is een vlinder uit de familie van de Lycaenidae. De wetenschappelijke naam van de soort is voor het eerst geldig gepubliceerd in 1939 door Corbet.